# Музеи Симферополя
В этом списке перечисляются музеи, которые находятся на территории города Симферополь. Кандидат культурологии Юлия Курамшина разделяет музеи Симферополя на крупные, малые и ведомственные.

## Крупные
| Название                                               | Местонахождение        | Основан | Краткое описание                                     | Изображение |
| ------------------------------------------------------ | ---------------------- | ------- | ---------------------------------------------------- | ----------- |
| Центральный музей Тавриды                              | ул. Гоголя, 14         | 1887    | Музей истории и природы Крыма.                       |             |
| Крымский этнографический музей                         | ул. Пушкина, 18        | 1992    | Коллекция музея насчитывает более 13 000 экспонатов. |             |
| Симферопольский художественный музей                   | ул. Долгоруковская, 35 | 1921    | Один из старейших художественных музеев Крыма.       |             |
| Историко-археологический заповедник «Неаполь Скифский» | ул. Археологическая, 1 | 2011    |                                                      |             |

## Малые
| Название                                                         | Местонахождение                      | Основан | Краткое описание                   | Изображение |
| ---------------------------------------------------------------- | ------------------------------------ | ------- | ---------------------------------- | ----------- |
| Музей истории города Симферополя                                 | ул. Пушкина, 17                      | 2008    |                                    |             |
| Дом-музей Ильи Сельвинского                                      | пер. Бондарный, 2 / ул. Одесская, 15 | 2009    |                                    |             |
| Крымскотатарский музей культурно-исторического наследия          | ул. Чехова, 17                       | 1992    |                                    |             |
| Народный музей археологии Крыма                                  | ул. Гавена, 101                      | 1974    |                                    |             |
| Общественный музей истории средней школы № 1 им. К. Д. Ушинского | ул. К. Маркса, 32                    | 1967    |                                    |             |
| Музей анатомии человека и истории морфологии КГМУ                | ул. Розы Люксембург, 27а             | 1931    |                                    |             |
| Зоологический музей ТНУ                                          | проспект Вернадского, 4              | 1965    |                                    |             |
| Музея редкой книги ТНУ                                           | проспект Вернадского, 4              | 2003    |                                    |             |
| Музей украинской вышивки им. Веры Роик                           | ул. Пушкина, 18                      | 2012    | При Крымском этнографическом музее |             |
| Дом-музей Алемдара Караманова                                    | ул. Войкова, 2                       | 2011    |                                    |             |
| Геологический музей ТНУ                                          | проспект Вернадского, 4              | 2017    |                                    |             |
| Историко-этнографический музей крымчаков                         | ул. Крылова, 54                      | 2004    |                                    |             |
| Музей памяти и славы воинов-интернационалистов                   | ул. Калинина, 4                      | 2004    |                                    |             |
| Музей космонавтики                                               | ул. Гурзуфская, 6а                   | 2011    |                                    |             |
| Музей имени М. Т. Калашникова                                    | ул. Тарабукина, 37                   | 2019    |                                    |             |
| Тактильный музей «Мир на ощупь»                                  | ул. Балаклавская 47а                 | 2018    |                                    |             |
| Музей Владимира Высоцкого                                        | пер. Монтажников, 2                  | 2018    |                                    |             |
| Музей партизанской славы Крыма                                   | ул. Аксакова, 10                     | 2019    |                                    |             |
| Музей имени Маршала Жукова                                       | ул. Маршала Жукова, 11               | 2019    |                                    |             |
| Музей святителя Луки                                             | ул. Одесская, 12                     |         |                                    |             |

## Ведомственные
| Название                                                                              | Местонахождение          | Основан | Краткое описание | Изображение |
| ------------------------------------------------------------------------------------- | ------------------------ | ------- | ---------------- | ----------- |
| Музей истории развития электротранспорта                                              | ул. Киевская, 78         | 1977    |                  |             |
| Музее истории симферопольского железнодорожного узла Приднепровской железной дороги   | Привокзальная площадь, 1 | 1985    |                  |             |
| Музей мелиорации Крыма                                                                | ул. Плотинная, 4         | 1981    |                  |             |
| Музей телевидения                                                                     | ул. Студенческая, 14     | 2009    |                  |             |
| Музей крымской милиции                                                                | ул. Б. Хмельницкого, 4   | 2004    |                  |             |
| Музей шоколада                                                                        | ул. Кирова, 66           | 2009    |                  |             |
| Музей пожарно-спасательных сил                                                        | ул. Кечкеметская, 103    | 1977    |                  |             |
| Музей истории крымского академического русского драматического театра им. М. Горького | ул. Пушкина, 15          | 1992    |                  |             |
| Музей боевой и трудовой славы ПАО «Симферопольский консервный завод им. С. М. Кирова» | ул. Воровского, 24       | 1984    |                  |             |
| Музей боевой славы г. Симферополя центра детского и юношеского творчества             | ул. Павленко, 20         | 1982    |                  |             |
| Музей крымского содового завода                                                       | ул. Киевская, 72         | 1981    |                  |             |